# 1709 (tal)
1709 är det naturliga talet som följer 1708 och som följs av 1710.

## Inom vetenskapen
- 1709 Ukraina, en asteroid.

## Inom matematiken
- 1709 är ett udda tal.
- 1709 är det 267:e primtalet.
- 1709 är det enda primtalet mellan 1699 och 1721.
- 1709 är det första talet i talföljden av åtta primtal som bildas genom att tillsätta 57 i mitten. 
1709, 175709, 17575709, 1757575709, 175757575709, 17575757575709, 1757575757575709 och 175757575757575709 är alla primtal, men 17575757575757575709 = 232433 × 75616446785773.